# Gorinci
Gorinci je naselje u Republici Hrvatskoj, u sastavu Općine Generalski Stol, Karlovačka županija. 

## Stanovništvo
Prema popisu stanovništva iz 2001. godine, naselje je imalo 115 stanovnika te 26 obiteljskih kućanstava.
| broj stanovnika | 148   | 182   | 197   | 180   | 169   |       |       | 169   | 180   | 176   | 164   | 139   | 124   | 173   | 115   | 91    | 78    |
|                 | 1857. | 1869. | 1880. | 1890. | 1900. | 1910. | 1921. | 1931. | 1948. | 1953. | 1961. | 1971. | 1981. | 1991. | 2001. | 2011. | 2021. |

## Spomenici i znamenitosti
- Crkva sv. Jurja Mučenika